# Kazandibi
Kazandibi is een dessert uit de Turkse keuken, die de vorm van een gecarameliseerde en romige melkpudding heeft. De naam ‘kazandibi’ betekent letterlijk vanuit het Turks vertaald de “bodem van de kazan/ketel”.

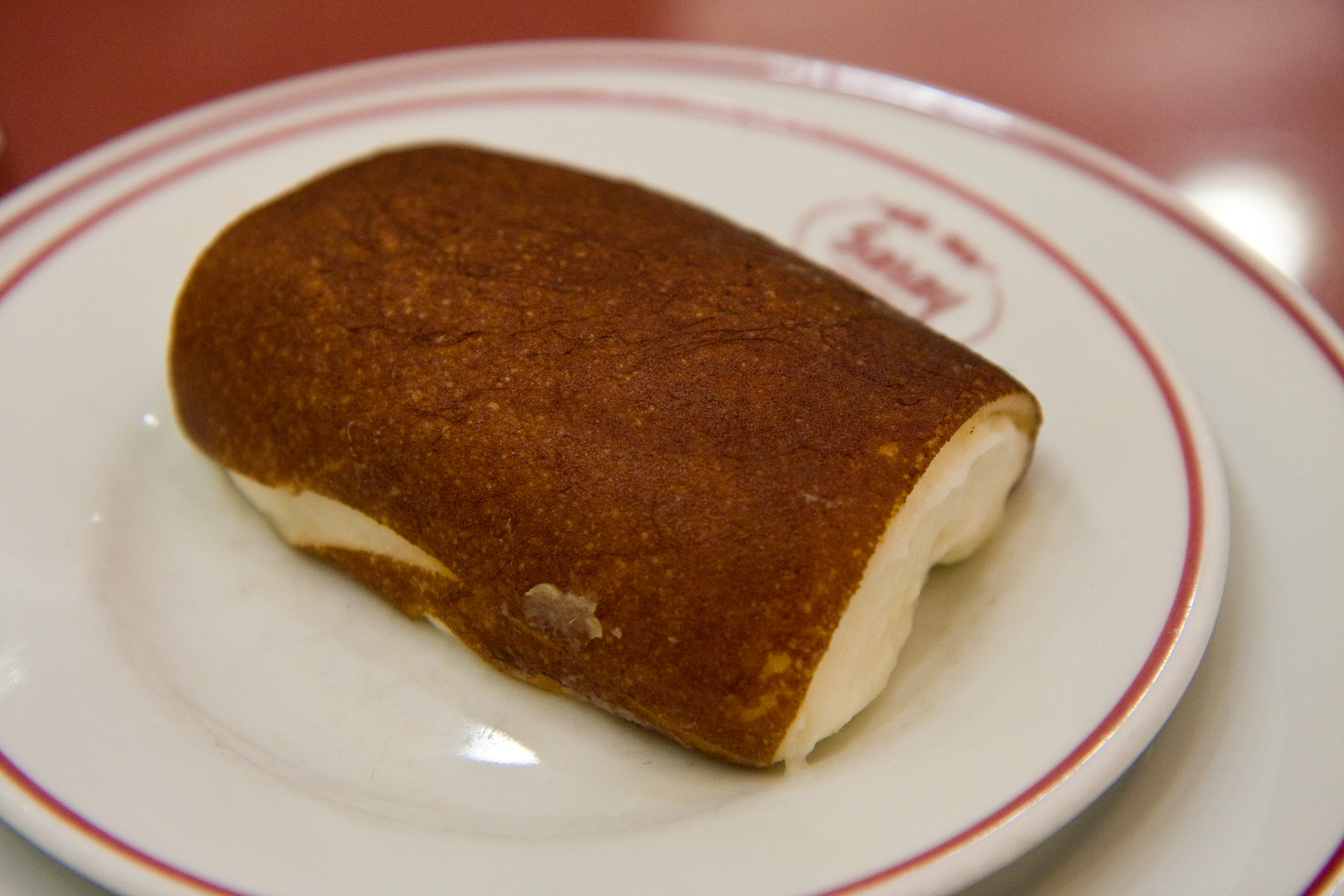
Kazandibi

De traditionele bereidingswijze van kazandibi is het verbranden van de bodem van het dessert tavuk göğsü. Een ander variant is het gebruiken van muhallebi in plaats van tavuk göğsü: meestal wordt deze variant “Muhallebi Kazandibi” genoemd. Er kan eventueel een bolletje ijs, pistachenoten en/of chocoladesaus bij geserveerd worden.

## Geschiedenis
Kazandibi is ontstaan in de keukens van het Topkapıpaleis en is tegenwoordig een van de meest populaire Turkse desserts. Kazandibi wordt beschreven in de literaire werken van de 14e-eeuwse dichter Kaygusuz Abdal.